# Prunella hastifolia
Espèce
Synonymes
- Prunella alpina Timb.-Lagr.[2] [3]
- Prunella grandiflora var. alpina Nyman[3]
- Prunella grandiflora var. hastifolia (Brot.) Nyman[3]
- Prunella grandiflora var. incisa Lej. & Courtois[3]
- Prunella grandiflora (L.) Jacq.[2]
- Prunella grandiflora (L.) Scholler (préféré par BioLib)[3]
- Prunella hastata Spreng.[2] [3]
- Prunella hastifolia Brot.[3]
- Prunella pyrenaica (Gren. & Godr.) Philippe[2]
- Prunella speciosa Wender.[2] [3]
- Prunella tournefortii Timb.-Lagr.[2] [3]
- Prunella transsilvanica Schur[3]
- Prunella vulgaris var. grandiflora L.[2] [3]

Prunella hastifolia, la Brunelle à feuilles hastées, est une plante herbacée de montagnes de la famille des Lamiacées.

## Habitats
Pelouses et ourlets thermophiles surtout acidiphiles. De 400 à 2 200 m. d'altitude.

## Répartition
Sud-ouest de l'Europe. France: du sud-ouest jusqu'en Auvergne et Vallée du Rhône.

## Taxonomie
Certains auteurs privilégient ce taxon dans le rang de Prunella grandiflora (L.) Schöller subsp. pyrenaica (Godr.) A.Bolòs & O.Bolòs), voire Prunella grandiflora (L.) Scholler, sans le formaliser. Ce point de vue est discutable.